# La Tagnière
La Tagnière is een gemeente in het Franse departement Saône-et-Loire in de regio Bourgogne-Franche-Comté en telt 268 inwoners (2004). De plaats maakt deel uit van het arrondissement Autun.

## Geschiedenis
La Tagnière was in de middeleeuwen een versterkt dorp en vormde de hoofdplaats van de baronie Uchon. Het kasteel van Uchon werd vernield in 1363 en daarna niet opnieuw heropgebouwd.

## Geografie
De oppervlakte van La Tagnière bedraagt 34,3 km², de bevolkingsdichtheid is 7,8 inwoners per km².
De onderstaande kaart toont de ligging van La Tagnière met de belangrijkste infrastructuur en aangrenzende gemeenten.

## Demografie
Onderstaande figuur toont het verloop van het inwonertal (bron: INSEE-tellingen).

## Bezienswaardigheden
Op het grondgebied van de gemeente staan verschillende kastelen en versterkte huizen: 
- Château de Trélague (vijftiende eeuw)
- Château de Champignolle (zeventiende eeuw)
- Château de Bussière (1640)
- Château des Berthiers (negentiende eeuw)